# Эрик (фильм)
«Эрик» (англ. One Man Out) — фильм режиссёра Майкла Кеннеди.

## Сюжет
Главный герой фильма — бывший агент ЦРУ по имени Эрик. Он участвовал в войнах во Вьетнаме и Сальвадоре. Теперь он находится в Центральной Африке, где работает наемным солдатом. Свою работу он не любит и исполняет её лишь ради денег. Эрик встречает Лилиану, журналистку, которая занимается расследованием дела связанного с начальником Эрика, генералом Гонсалесом. Генерал пытается заставить Эрика заниматься перевозкой наркотиков. Кроме того Эрику приказано убрать Лилиану, поскольку она слишком много знает. Эрик и Лилиана решают бежать.

## В ролях
- Стивен МакХэтти — Эрик
- Дебора Ван Валкенберг — Лилиана
- Аарон Ипале — генерал
- Израэль Карло
- Майкл Чэмпион
- Деннис Э. Прэтт
- Сесилия Тижерина — Пилар

## Съёмочная группа
- Режиссёр и автор сценария: Майкл Кеннеди
- Продюсер: Пако Алварез, Николас Стилиадис
- Композитор: Майкл Дэнна